# Лебедки (Челябинская область)
Лебедки — деревня в Октябрьском районе Челябинской области России. Входит в состав Октябрьского сельского поселения.

## География
Деревня находится на востоке Челябинской области, в лесостепной зоне, на западном берегу озера Лебяжье, на расстоянии примерно 8 километров (по прямой) к северо-востоку от села Октябрьское, административного центра района. Абсолютная высота — 179 метров над уровнем моря.

## Население
| 2002 | 2010 |
| ---- | ---- |
| 382  | ↘253 |

Гендерный состав
По данным Всероссийской переписи населения 2010 года в гендерной структуре населения мужчины составляли 44,3 %, женщины — соответственно 55,7 %.
Национальный состав
Согласно результатам переписи 2002 года, в национальной структуре населения русские составляли 78 %.

## Улицы
Уличная сеть деревни состоит из четырёх улиц.